# Julio de Assis
Julio Claver de Assis Afonso (Madrid; 18 de noviembre de 1992) es un jugador de baloncesto angoleño con nacionalidad española. Su puesto natural en la cancha es la de ala-pívot. Actualmente juega en el Breiðablik UBK de la 1. deild karla.

## Trayectoria
Hijo de dos de los atletas más importantes de Angola, no siguió los pasos de su padres y se decidió muy pronto por el baloncesto. Empezó a jugar al baloncesto en el Colegio Hermanos Pinzón de Madrid y su etapa júnior la terminó en Leganés. Posteriormente sus dos primeros años como sénior los pasó en categoría autonómica de Madrid y hasta la temporada 2013-14 no llegaría a la liga EBA del baloncesto español. En liga EBA formaría parte de las plantillas de CD Estudio, el CB Virgen La Concha de Zamora y PAS Piélagos.
Más tarde, jugaría durante la primera parte de la temporada 2016-2017 en liga LEB Plata con Club de Baloncesto Aceitunas Fragata Morón, pero tras jugar 5 encuentros acabaría la temporada regresando a Liga EBA para jugar en Club Deportivo Estela Santander.
Durante la temporada 2018-19 forma parte del CB Tizona con el que realizó una gran temporada en liga EBA con 19,9 puntos y 7,7 rebotes de media por partido con una valoración de 26,1.
En agosto de 2019, firma con el TAU Castelló de la LEB Oro.
En agosto de 2020, firma con el Hestia Menorca de la Liga LEB Plata.
En la temporada 2021-22, firma por el Vestri - Körfubolti de la 1. deild karla.
El 1 de febrero de 2022, regresa a España y firma por el Club Ourense Baloncesto de la Liga LEB Plata.
El 21 de julio de 2022, firma por el equipo islandés Breiðablik UBK de la 1. deild karla, segunda división de baloncesto en Islandia.

## Internacional
En verano de 2019, Assis fue preseleccionado para disputar el Mundial de China de 2019 con Angola,  pero finalmente no formaría parte de la plantilla definitiva.